# Linda gracilicornis
Linda gracilicornis là một loài bọ cánh cứng trong họ Cerambycidae.